# 東京地検特捜部長・鬼島平八郎 “眠らぬ鬼”
『東京地検特捜部長・鬼島平八郎 “眠らぬ鬼”』（とうきょうちけんとくそうぶちょう おにじまへいはちろう ねむらぬおに）は、原作：鍋島雅治、作画：池辺かつみによる日本の漫画。1999年に日本文芸社発行の漫画雑誌『別冊漫画ゴラク』で連載された。単行本は1999年から2000年にかけて日本文芸社のニチブンコミックスより全2巻、2008年には小池書院のコンビニコミック・キングシリーズ 漫画スーパーワイドより全3巻発刊された。
2010年10月より、濵田雅功主演で連続テレビドラマ化された。

## 概要
様々な職を経て、司法試験に合格し、検事になった鬼島平八郎は、凄腕の東京地検特捜部部長。強引とも言える捜査手法で「眠らぬ鬼」の異名を持つ鬼島が巨悪に挑む姿を描く。

## 単行本
2010年9月現在、何れも絶版となっていたが、小池書院版はテレビドラマ化に合わせ、新装版で再版された。この他、電子書籍でダウンロード購入もできる（漫画大目録）。

### 日本文芸社 ニチブンコミックス
1. 1999年12月6日発売 ISBN 978-4-53709-888-4
2. 2000年7月18日発売 ISBN 978-4-53709-932-4

### 小池書院 キングシリーズ 漫画スーパーワイド
1. 2008年2月19日発売 ISBN 978-4-86225-292-0（新装版 2010年10月22日発売 ISBN 978-4-86225-662-1）
2. 2008年3月19日発売 ISBN 978-4-86225-293-7（新装版 2010年11月10日発売 ISBN 978-4-86225-663-8）
3. 2008年4月19日発売 ISBN 978-4-86225-294-4（新装版 2010年11月25日発売 ISBN 978-4-86225-664-5）

## テレビドラマ
『検事・鬼島平八郎』（けんじ・おにじまへいはちろう）は、2010年10月22日から12月3日まで毎週金曜日21:00 - 21:54に、ABCとテレビ朝日の共同制作により、テレビ朝日系列で放送された。主演は濵田雅功。
「ABC創立60周年記念ドラマ」。
濵田は2001年4月期放送の『明日があるさ』（日本テレビ系）以来9年ぶりの連続ドラマ主演となり、また、ABC制作のレギュラー番組は『弾丸!ヒーローズ』以来8年ぶりとなる。
後述の通りビートたけしが「特別出演」という形でレギュラー出演する。たけしにとって連続ドラマのレギュラー出演は1990年 - 1991年放送の『浮浪雲』（TBS系）以来19年ぶりとなる。また、浜田とは1991年10月2日放送の『スーパークイズスペシャル』（日本テレビ系）以来19年ぶりの共演となる。
キャッチコピーは「ブレない男が、日本を変える。」。
2011年3月31日にDVD-BOXが発売。

### キャスト

#### 伊智地方検察庁 日乃出支部
鬼島 平八郎（おにじま へいはちろう）〈44〉
演 - 濵田雅功（幼少期：宇佐美魁人）
本作品の主人公。中学を卒業後、さまざまな職を転々とするが、8年前に政治家の妻だった姉・久美子が政治スキャンダルに巻き込まれて自殺したのをキッカケに検事を目指し、41歳で司法試験に合格し、44歳で検事になる。姉の二人の子供・美夜と涼を引き取って育てている。よく被告たちに彼らと似ている小学生時代の同級生の話を持ち出す。
森本 真紀（もりもと まき）〈32〉
演 - 内田有紀
検事。昭和53年6月1日生まれ。司法試験をトップで合格したエリートで、才色兼備だが、誰も寄せつけない雰囲気がある。その一方で敷島と密かに連絡を取り合い、九条の自宅からの押収物に領収書を入れて捏造するなど、裏金事件の捜査を妨害していたが、伊智地検の面々に心を動かされ、裏金事件の真相を明らかにしようとする。そして敷島の証言を録音したボイスレコーダーを新聞社に渡し、検事を辞めるが、橘に告発を握り潰された上、何者かに刺され、バックアップのUSBメモリも奪われてしまう。回復後、テレビに出演し、橘の指示による隠蔽工作を告発した。2歳の時に浜見市で起きた大地震で両親を亡くし、3日後に被災地の視察に訪れた橘に救出され、それ以降橘から経済的な援助を受け、検事となった。英検準一級の資格を持つ。
越中 二朗（こしなか じろう）〈23〉
演 - 濱田岳
事務官。鬼島の担当だが、裏金事件の捜査に加わることが多いため、真紀の担当になる機会が多い。年上の後輩である鬼島に先輩風を吹かせている。小百合に想いを寄せている草食系男子。
土方 小百合（ひじかた さゆり）〈26〉
演 - 西山茉希
検事。恋よりも仕事を優先にしてきた。真紀に対抗心を抱く。大食漢である。
木戸 勉（きど つとむ）〈62〉
演 - 田山涼成
検事。15年前から裏金事件を追い続けていたが、肺気腫を患いながら無理をして仕事を続けたため、定年間近で倒れ、職場復帰が困難になり、自身の捜査ノートを鬼島に託す。
笹島（ささじま）
演 - 原愛実
事務官。木戸の担当だったが、裏金事件の捜査に加わっている越中に代わり、鬼島の担当になっている。
寺岡 政次郎（てらおか せいじろう）〈47〉
演 - 板尾創路
ビルの管理作業員。子供が10人いる。趣味で陶芸を始めた。
藤波 達彦（ふじなみ たつひこ）〈51〉
演 - 松重豊
支部長検事。空気を読まない新人の鬼島に手を焼いている。

#### 日乃出西駐在所
武藤 伸司（むとう しんじ）〈45〉
演 - 西村雅彦
伊智地検近くにある駐在所の巡査。ある出来事で出会った鬼島に振り回されるが、鬼島が心を許せる存在でもある。絵を描くのが趣味で、似顔絵の才能がある。

#### 鬼島家
鬼島 美夜（おにじま みや）〈15〉
演 - 刈谷友衣子（幼少期：豊田留妃）
鬼島の亡き姉・久美子の長女。現在は鬼島の養女。姉弟を残して自殺した両親を許せず、引き取って育ててくれている鬼島には感謝しつつも、冷たく接している。
鬼島 涼（おにじま りょう）〈10〉
演 - 濱田龍臣（幼少期：高橋駿介）
鬼島の亡き姉・久美子の長男。現在は鬼島の養子。鬼島を正義の味方だと信じている。

#### 東京地方検察庁
山岳 法徳（やまたけ やすのり）〈58〉
演 - 古谷一行
検事総長。伊智地検から捜査資料とともに送られた敷島が担当した政治家絡みの裁判記録を受け取り、橘と敷島を追っていた。優明党の橘派議員の関係先に一斉捜索に入ったのを見届け、一連の不祥事の責任を取って検事総長を辞任し、敷島の陰謀で解体の危機に陥った伊智地検を救った。
敷島 康広（しきしま やすひろ）〈48〉
演 - 石橋凌
検事正。橘の庇護の下、政界入りを目論み、優明党の橘派議員の汚職事件を不起訴にし、真紀に命令して裏金事件を隠蔽しようとする。橘に捜査の手が伸びようとしたため、一方的に伊智地検を東京地検特捜部の管轄下に置き、裏金事件の捜査を掌握しようとするが、真紀が反旗を翻したことにより、橘に切り捨てられる。さらに伊智地検の面々を異動させ、鬼島を検察官適格審査会にかけようとするが、山岳の捜査により、検事正の辞任を余儀なくされる。
浦辺 俊子（うらべ としこ）
演 - 嶋田エリカ
敷島の秘書。

#### 優明党
大橋 はじめ（おおはし はじめ）〈38〉
演 - 細川茂樹
党所属の政治家。裏金事件への関与を否定して不起訴となるが、橘や党の意向に背けず、裏金事件の罪をすべて被り、一人でやったと自供する。保釈後、坂下に自殺に見せかけて首吊りにされるが、事務所に潜入した鬼島により発見され一命を取り留める。意識不明の重体で入院していたが、意識を取り戻して病院から抜け出し、特捜部とは別に身柄確保に動いていた警察と伊智地検に確保される。小さいころ、実の父親である小山に捨てられた後、息子を育てていくために愛人となった母親に会いに来ていた橘を父親のように思っていた。橘に息子として認めてもらいたくて政治家になり、どんな悪いこともやってきた。だが橘に「心おきなく行ってこい」と死を強要され、自分が切り捨てられたことを思い知り、裏金事件の真相とこれまでの不正をすべて話すことを約束したが、拘置所内で自殺する。
坂下 保（さかした たもつ）〈45〉
演 - 風見しんご
大橋の第一秘書。その一方で橘と密会していた。橘の指示で事件を隠蔽するために、保釈された大橋を自殺に見せかけて殺そうとするが失敗。さらに入院先の病院で再び大橋に手をかけようとするが、鬼島に阻止されて逮捕される。橘を庇うために個人的な恨みで犯行に及んだと供述する。
橘 寛二（たちばな かんじ）〈68〉
演 - 松方弘樹
党幹事長。30年前に浜見市で起きた大地震で真紀を救出し、経済的な援助をしてきた。保身のためには大橋を殺すことも、敷島を切り捨てることも辞さない。真紀の告発を受け、幹事長を辞任するが、一斉捜索では決定的な証拠が出ず、自身の悪事も認めていない。

#### その他
坂崎 博志（さかざき ひろし）
演 - 伊住聰志（写真のみ）
享年37。優明党の衆議院議員で美夜・涼の実父。8年前に妻の久美子とともにマンションの一室で首吊り自殺した。
坂崎 久美子（さかざき くみこ）
演 - 土井きよ美（写真のみ）
享年37。鬼島の姉。博志の妻で美夜・涼の実母。8年前、夫とともに首吊り自殺した。
菊池 佐和子（きくち さわこ）
演 - 吉川麻衣子
伊智支部の面々が通う定食屋「菊屋」の看板娘。二朗と小百合の料理を出す時、いつも逆にしてしまう。鬼島に想いを寄せている。
和久井 雄二（わくい ゆうじ）〈48〉
演 - 小沢仁志
警視庁の刑事・警部。鬼島の過去を知る男で、坂崎夫妻が自殺した事件の再捜査を依頼されたのがきっかけで鬼島と知り合う。
小石川 悟（こいしがわ さとる）〈43〉
演 - 金山一彦
伊智警察署の刑事・巡査部長。
安東 正親（あんどう まさちか）
演 - ビートたけし（特別出演）
鬼島の前にたびたび現れる謎の人物。実は東京地検特捜部をはじめ、8年前まで各地の地方検察庁で検事を歴任したヤメ検の弁護士。鬼島に「調子に乗ってんじゃねえぞ。お前死ぬぞ」と警告のような言葉を投げかけたり、真紀と会った際、伊智地検のポスターを剥がして「敷島にくれてやれ」と告げる。なお検事を辞めて、弁護士になった経緯は不明。

#### ゲスト

##### 第1話「子連れ検事の挑戦」
三沢 輝男（みさわ てるお）〈46〉
演 - 津田寛治
樋村建設経理課長。
三沢 朋美（みさわ ともみ）
演 - 吉田羊
三沢の妻。
樋村 孝四郎（ひむら こうしろう）〈56〉
演 - 名高達男（第2話にも出演）
樋村建設社長。
馬場 光晴（ばば みつはる）〈55〉
演 - 半海一晃（第2・5話にも出演）
樋村・大橋の弁護士。

##### 第2話「検事バッシング」
佐藤 和江（さとう かずえ）
演 - 藤田弓子
チラシ配りをしていた鬼島が出会った老女。
梶井 靖史（かじい やすし）
演 - 西沢智治
樋村が通うゴルフ練習場のレッスンプロ。

##### 第3話「女検事の黒い秘密」
九条 誠（くじょう まこと）〈38〉
演 - 長谷川朝晴
大橋の第二秘書。
川口（かわぐち）
演 - 中村靖日
100台の自転車を盗み、海外に売りさばいていた自転車泥棒。
山岸 治（やまぎし おさむ）
演 - 小浜正寛
県の土木課長。
園長
演 - 木村翠
養護施設「やまぶき学園」園長。

##### 第4話「華麗なる真の黒幕」
小山 浩司（こやま こうじ）
演 - 斎藤洋介
大橋の運転手。居酒屋で酔って暴れた宮脇に怪我を負わされた。大橋が幼いころに生き別れた実の父親。
宮脇 拓也（みやわき たくや）
演 - 山田親太朗
居酒屋で酔ってイスを振り回して暴れ、器物損壊罪に問われた。新しい仕事が決まったばかり。
木戸 静江（きど しずえ）
演 - 池谷のぶえ
木戸の妻。

##### 第5話「仮面を脱ぐ女検事」
新村 慶子（にいむら けいこ）
演 - 片瀬那奈（友情出演）
スリの常習犯で、指名手配中に鬼島も財布をすられた。過去に結婚詐欺の罪でも捕まっている。

##### 第6話「告発…検察の闇」
大橋 陽子（おおはし ようこ）
演 - 甲斐まり恵
大橋の妻。
大橋 絵里（おおはし えり）〈10〉
演 - 柴田杏花
大橋夫妻の一人娘。

##### 最終話「戦いの果てに…」
古美術商
演 - 酒井敏也
陽子から鬼島の元へ送られた壺を鑑定。

### スタッフ
- 原作 - 鍋島雅治・作、池辺かつみ・画『東京地検特捜部長・鬼島平八郎』（小池書院）
- 脚本 - 樫田正剛、徳永友一、杉山嘉一
- 音楽 - 中村竜哉
- 演出 - 白川士、遠藤光貴
- 主題歌 - 三代目J Soul Brothers「On Your Mark〜ヒカリのキセキ〜」[9]（rhythm zone）
- 法律監修 - 久島和夫
- 法律指導 - 野元学二
- 技術協力 - フォーチュン
- 照明協力 - ラ・ルーチェ
- 美術協力 - テレビ朝日クリエイト
- 音響効果 - メディアハウスサウンドデザイン
- 編集・MA - ブル
- 装飾 - 京映アーツ
- スタジオ - 東京メディアシティ
- 協力プロデューサー - 江間浩司（NET WEB）、壁谷悌之（泉放送制作）
- ゼネラルプロデューサー - 郷田美雄（ABC）
- プロデューサー - 安井一成（ABC）、飯田爽（テレビ朝日）、稲冨聡（吉本興業）、池田禎子（THE WORKS）
- 制作協力 - THE WORKS
- 制作 - ABC・テレビ朝日・吉本興業

### 放送日程
| 各話                                                          | 放送日         | サブタイトル     | 脚本     | 演出     | エンディング      | 視聴率 |
| ------------------------------------------------------------- | -------------- | ---------------- | -------- | -------- | ----------------- | ------ |
| File.1                                                        | 2010年10月22日 | 子連れ検事の挑戦 | 樫田正剛 | 白川士   | 鬼島の小学生時代  | 9.0%   |
| File.2                                                        | 10月29日       | 検事バッシング   | 徳永友一 | 白川士   | 小百合の恋の予感? | 8.8%   |
| File.3                                                        | 11月05日       | 女検事の黒い秘密 | 徳永友一 | 遠藤光貴 | 藤波と伊智饅頭    | 9.3%   |
| File.4                                                        | 11月12日       | 華麗なる真の黒幕 | 徳永友一 | 遠藤光貴 | 病室の木戸夫妻    | 7.8%   |
| File.5                                                        | 11月19日       | 仮面を脱ぐ女検事 | 徳永友一 | 白川士   | 越中にラブレター? | 6.1%   |
| File.6                                                        | 11月26日       | 告発…検察の闇    | 杉山嘉一 | 遠藤光貴 | なし              | 7.1%   |
| Last File                                                     | 12月03日       | 戦いの果てに…    | 徳永友一 | 白川士   | なし              | 7.8%   |
| 平均視聴率 7.0%（視聴率はビデオリサーチ調べ、関東地区・世帯） |                |                  |          |          |                   |        |

### 遅れネット局
- 富山テレビ（BBT、フジテレビ系列） - 2010年12月19日〜2011年2月13日。毎週日曜日12:30〜13:25放送。
- 山陰放送（BSS、TBS系列） - 2011年1月17日から月〜金曜日の13:55〜14:50放送。
- 宮崎放送（MRT、TBS系列） - 2011年1月17日〜同年2月28日。毎週月曜日15:00〜15:55放送。

### 備考
- 本作品ではドラマの放送時間限定で以下のコラボCMが放送されている。
  - トヨタ自動車のCMではジャパネットたかた本社スタジオから社長・髙田明がトヨタの自動車を紹介後、中継先のショールーム・トヨタオートサロン アムラックス東京にいる藤波支部長検事とやりとりをする。最終話のみ未放送。
  - 最終話を除き、前述のトヨタ自動車のCMに続いて放送される、ジャパネットたかたのCMでは、たまたま通りかかった武藤巡査が高田と一緒に利益還元祭の告知や商品紹介をしている。第6話のみ未放送。
  - 梅の花のCMは「連続ドラマCM 事務官 越中二朗」と題し、越中事務官が同僚のすみれとともに梅の花で食事をするが、すみれの一言に越中事務官がため息をつくオチとなっている。
- 第5話までのエンディングは、スピンオフ仕立てのショートドラマとなっている。

| 朝日放送・テレビ朝日共同制作・テレビ朝日系列 金曜9時枠の連続ドラマ              | 朝日放送・テレビ朝日共同制作・テレビ朝日系列 金曜9時枠の連続ドラマ  | 朝日放送・テレビ朝日共同制作・テレビ朝日系列 金曜9時枠の連続ドラマ |
| 前番組                                                                          | 番組名                                                              | 次番組                                                             |
| ------------------------------------------------------------------------------- | ------------------------------------------------------------------- | ------------------------------------------------------------------ |
| 崖っぷちのエリー 〜この世でいちばん大事な「カネ」の話〜 （2010.7.9 - 2010.9.3） | ABC創立60周年記念ドラマ 検事・鬼島平八郎 （2010.10.22 - 2010.12.3） | 悪党〜重犯罪捜査班 （2011.1.21 - 2011.3.25）                       |